# Chilantaisaurus
Chilantaisaurus là một chi khủng long, được Hu S. mô tả khoa học năm 1964.
Chilantaisaurus là một loài khủng long hông thằn lằn lớn, ước tính nặng từ 2,5 tấn (2,8 tấn ngắn) đến 4 tấn (4,4 tấn ngắn). Năm 2010, Brusatte et al. ước tính nó nặng 6.000 kg (13.000 lb), dựa trên các phép đo chiều dài xương đùi. Nó ước tính dài khoảng 11 m (36 ft) đến 13 m (43 ft) 
nó là một loài khủng long {thuộc họ Neovenatoridae》, có quan hệ họ hàng gần với AllosauruS. 